# Vozera Uklja
Vozera Uklja (vitryska: Возера Укля) är en sjö i Belarus.   Den ligger i voblasten Vitsebsks voblast, i den norra delen av landet, 190 km norr om huvudstaden Minsk. Vozera Uklja ligger 137 meter över havet. Arean är 9,7 kvadratkilometer. Den sträcker sig 3,6 kilometer i nord-sydlig riktning, och 5,8 kilometer i öst-västlig riktning.
Runt Vozera Uklja är det glesbefolkat, med 17 invånare per kvadratkilometer.